# Парасолька (новела)
«Парасо́лька», або «Парасо́ля» (фр. Le Parapluie) — новела французького письменника Гі де Мопассана, видана у 1884 році. Твір розповідає про скнарість і лицемірство жінки, що зовсім по-різному ставиться до майна в залежності від обставин.

## Історія
Гі де Мопассан вперше опублікував цю новелу в газеті «Le Gaulois» 10 лютого 1884 року. Автор присвятив її драматургу і романісту Камілові Удіно. В цьому ж році твір вийшов у книжковому форматі в складі збірки «Сестри Рондолі». Український переклад твору належить Борису Козловському. Новела побачила світ у видавництві «Дніпро» двічі: у восьмитомному зібранні творів Гі де Мопассана (1969—1972) і двотомному виданні вибраних творів письменника (1990).

## Сюжет
Пані Орей вирізняється винятковою ощадливістю, від якої все життя потерпає пан Орей. Мало того, що чоловік не може дозволити собі зайвих витрат, він ще й змушений задля додаткового заробітку працювати у міністерстві. Ось уже два роки як він ходить на роботу з латаною парасолею, над якою сміються його колеги. Принижений чоловік врешті купує собі нову, чим негайно накликає невдоволення дружини, що закидає йому марнотратство. За кілька днів нову шовкову парасольку хтось пропалив попелом від сигари. Розлючена пані Орей відмовляється купляти заміну, та коли їй зауважують, що чоловічий одяг від дощу зіпсується і доведеться купляти новий, вона неохоче змінює гнів на милість.
Після цієї бурхливої смуги в житті подружжя Орей начебто настає штиль, але він попереджає про справжню бурю. Хтось із колег знов пропалює парасолю попелом і цього разу жодні виправдання нещасного пана Орея на дружину не діють. Вона не погоджується навіть на ремонт, від якого вартість покупки збільшиться. Хтось радить пані Орей відшкодувати збитки в страховому товаристві як наслідки пожежі. Жінка хапається за цю надію і звертається за відшкодуванням витрат. Шокований вимогою жінки директор товариства бере пані Орей на кпини, та засліплена жадібністю вона не помічає глузувань. Здогадавшись про дріб'язковість її натури, директор пропонує просто заплатити за ремонт парасольки. Пані Орей погоджується і наказує обіпнути парасолю найдорожчим шовком.

## Аналіз твору
В цій новелі Гі де Мопассан вкотре звертається до своєї улюбленої теми — викриття таких осоружних йому вад суспільства як скнарість, жадібність, лицемірство. Своїх героїв автор описує в дусі тонкої сатири. Пані Орей письменник називає «ощадливою», хоча з перших же абзаців стає зрозуміло, що жінку ятрить патологічна жадібність. Знайомий подружжя радить звернутись за відшкодуванням витрат до страхового товариства, але читачу зрозуміло, що ця порада не може бути серйозною, вона радше скидається на кпини. Той факт, що пані Орей сприймає її як цілком практичну і реальну, свідчить про глибину викривлення її світогляду. Водночас жінку не можна назвати жертвою якогось патологічного психологічного стану, адже коли за ремонт дрібнички платить директор, вона вмить перетворюється на цінительку здорового комфорту і шику.
Новела становить історико-культурологічну цінність, оскільки в ній показано звичаї, які вже відійшли у минуле. З цього твору читач може дізнатися про те, що ремонт (включно із повною заміною матеріалу) дрібних побутових предметів у XIX сторіччі був звичайним явищем; у цій царині працювали спеціальні ремісники. На зміну цій практиці користування речами у XX столітті прийшло споживацтво, яке декларує користування лише новими, модними, незіпсутими речами із частою їх заміною. Ідеологія споживацтва не передбачає довготривалої експлуатації і ремонту навіть доволі дорогих речей, не кажучи про дрібні, або ж припускає таку практику лише серед незаможного населення.